# Tonny Zwollo
Tonny Zwollo (Amsterdan, 1 de febrero de 1942-Leiden, 15 de febrero de 2025) fue una arquitecta y escritora holandesa que ha trabajado desde 1964 en Latinoamérica. Además del diseño y la construcción de más de 35 escuelas en México, diseñó el mercado indígena más grande de América del Sur, en Otavalo, Ecuador. Su acercamiento a la arquitectura es la construcción de lo que es útil para la comunidad local. Además de las escuelas, ha construido un hotel, complejos turísticos y una piscina para impulsar el empleo de los residentes en el estado de Oaxaca, México.

## Trayectoria
Tonny Zwollo nació el 1 de febrero de 1942 en Ámsterdam, Países Bajos. Era hija del orfebre, Marinus Zwollo. Se graduó en 1964 con una licenciatura en arquitectura de la Universidad de Tecnología de Delft, pero le resultó difícil encontrar trabajo como arquitecta en los Países Bajos. Ese mismo año, Zwollo aceptó una oferta de trabajo para el gobierno mexicano para construir escuelas. Inicialmente empleada en la Ciudad de México, encontró parcialidad en contra de trabajar con una mujer allí y solicitó ser transferida a áreas más remotas. Fue enviada a Oaxaca, donde tuvo que convencer a los aldeanos locales de que trabajaran para ella, sin sueldo, para construir las escuelas para sus comunidades. A menudo, para obtener suministros para los sitios, tenían que construir pistas de aterrizaje también. En dos años, había construido casi 30 pistas de aterrizaje y 35 escuelas. Su trabajo fue presentado en la revista Life en 1967. Completó su trabajo con el gobierno mexicano en 1968, se graduó en 1970 con un título en ingeniería y recibió el Prix d'Excellence por su trabajo.
Como su último proyecto estudiantil en 1970, Zwollo fue a Ecuador para el diseño del famoso mercado al aire libre de Otavalo. El mercado es el mayor mercado al aire libre en América del Sur y no se completó hasta 1973. Ella construyó los 90 puestos del mercado para crear la Plaza de los Ponchos y la casa de las artesanías de los indígenas. Completó su tesis doctoral titulada, la Fantasía y la arquitectura, y fue publicado en inglés, español y holandés en 1975. En 1976, Zwollo regresó a Oaxaca y trabajó en un proyecto de colaboración para restaurar el Convento de Santa Catalina con el arquitecto Martín Ruíz Camino. El ex-convento del siglo XVI fue convertido en un hotel de cinco estrellas llamado El Presidente, e hizo ganar a Zwollo el Prix d'Excellence, de Francia.
En 1990, Zwollo diseñó otro mercado al aire libre. Este estaba ubicado en Tlacolula de Matamoros y presentaba un diseño de dos pisos con un patio de comidas en el segundo piso y tiendas en la planta baja. En 1992, se acercó a Martín Ruíz Camino, con quien había trabajado en el Convento de Santa Catalina y propuso un diseño para impulsar el turismo en Tlacolula. Su idea era crear pequeñas casas de turismo, similares a las viviendas indígenas que salpican el tramo de la carretera Panamericana. Las casas permitirían a los turistas vivir en una vivienda auténtica y proporcionar empleos a la población indígena. Ruíz, quien en ese momento era Secretario de Desarrollo Turístico, implementó la idea y el Programa Tourist Yú'ù se lanzó en nueve aldeas en el Valle Central de Oaxaca. En 1993, Zwollo y Ruíz publicaron un libro sobre sus proyectos primero en español y luego en inglés bajo el título, El Paraíso Perdido: Arquitectura y Ecología en el Valle de Oaxaca.
Zwollo fue nombrada consultora en 1996 por Diódoro Carrasco Altamirano, gobernador de Oaxaca, para proyectos especiales. Uno de esos proyectos, en Hierve el Agua, creó piscinas en los antiguos canales. Anteriormente, la natación había sido prohibida para proteger el patrimonio arqueológico del sitio, pero con la construcción de las piscinas, la comunidad local pudo mejorar el empleo de los habitantes locales a través de los fondos obtenidos por el turismo. Creó una película documental, Azul es mi color: diseño como respuesta a la naturaleza, sobre el proyecto.

## Obras publicadas
- Zwollo, Tonny; Ruiz Zwollo, Paula (1975). Fantasy and architecture. Mexico: s.n. OCLC 841422658. (enlace roto disponible en Internet Archive; véase el historial, la primera versión y la última).
- Zwollo, Tonny; Ruíz Camino, Martín (1993). Una vez un paraiso: arquitectura y ecología en el valle de Oaxaca. Entre Monte Albán y Mitla. ISBN 978-90-801489-2-5.